# Väinämöinen
Väinämöinen (od väinä – szeroka, spokojna rzeka, tudzież väinämö – minstrel) – w mitologii fińskiej najstarszy syn bogini Ilmatar, wielowieczny zaklinacz, główna postać Kalevali.
Przebywał w łonie swojej matki przez 730 lat. Kiedy się urodził, posiadał już wielką mądrość. Ściął dąb, który przesłaniał słońce i księżyc, pokonał w pojedynku Joukuhainena, który obiecał mu swoją siostrę, Aino, ta jednak rzuciła się do morza i zmieniła w rybę. Następnie Väinämöinen wybrał się szukać żony do Pohjoli, gdzie pani Pohjoli, Louhi, przyrzekła mu rękę swojej córki, jeśli ten przyśle Ilmarinena, który wykuje jej czarodziejski młynek Sampo. Väinämöinen  czarami zmusił brata do wyprawy do Pohjoli, gdzie ten wykuł  Sampo, Louhi nie dotrzymała jednak obietnicy. W końcu jednak córka Louhi dostała się Ilmarinenowi, a Väinämöinen  śpiewał pieśni na ich weselu. Po jej śmierci  Väinämöinen, Ilmarinen i Lemminkäinen popłynęli do Pohjoli odebrać Louhi Sampo, który zginął w morzu wraz z kantelą Väinämöinena. Väinämöinen odpłynął z Kalevali miedzianą łodzią, zapowiedział jednak swój powrót.
Nazwę "Väinämöinen" nosił fiński pancernik obrony wybrzeża okresu II wojny światowej.